# Glen Keane
Glen Keane (Filadelfia, 13 aprile 1954) è un animatore statunitense, famoso per i suoi lavori alla Walt Disney Animation Studios.

## Filmografia

### Regista
- Duet (2014)
- Dear Basketball (2017)
- Over the Moon - Il fantastico mondo di Lunaria (Over the Moon) (2020)

### Animatore
- Le avventure di Bianca e Bernie (The Rescuers), regia di John Lounsbery, Wolfgang Reitherman e Art Stevens (1977)
- Elliot, il drago invisibile (Pete's Dragon), regia di Don Chaffey (1977)
- A Family Circus Christmas, regia di Al Kouzel – film TV (1979)
- Red e Toby nemiciamici (The Fox and the Hound), regia di Ted Berman, Richard Rich e Art Stevens (1981)
- Canto di Natale di Topolino (Mickey's Christmas Carol), regia di Burny Mattinson (1983)
- Taron e la pentola magica (The Black Cauldron), regia di Ted Berman e Richard Rich (1985)
- Basil l'investigatopo (The Great Mouse Detective), regia di Ron Clements, Burny Mattinson, David Michener e John Musker (1986)
- Le avventure dei Chipmunk (The Chipmunk Adventure), regia di Janice Karman (1987)
- Oliver & Company, regia di George Scribner (1988)
- La sirenetta (The Little Mermaid), regia di Ron Clements e John Musker (1989)
- Bianca e Bernie nella terra dei canguri (The Rescuers Down Under), regia di Hendel Butey e Mike Gabriel (1990)
- La bella e la bestia (Beauty and the Beast), regia di Kirk Wise e Gary Trousdale (1991)
- Aladdin, regia di Ron Clements e John Musker (1992)
- Pocahontas, regia di Mike Gabriel ed Eric Goldberg (1995)
- Tarzan, regia di Kevin Lima e Chris Buck (1999)
- Il pianeta del tesoro (Treasure Planet), regia di Ron Clements e John Musker (2002)
- Rapunzel - L'intreccio della torre (Tangled), regia di Nathan Greno e Byron Howard (2010)
- Paperman (2012)

## Riconoscimenti

### Premio Oscar
- 2018 – Miglior cortometraggio d'animazione per Dear Basketball
- 2021 – Candidatura per miglior film d'animazione per Over the Moon - Il fantastico mondo di Lunaria (Over the Moon)

### Golden Globe
- 2021 – Candidatura per miglior film d'animazione per Over the Moon - Il fantastico mondo di Lunaria (Over the Moon)